# Amilcare Cipriani
Amilcare Cipriani (Anzio, 18 de outubro de 1843 — Paris, 2 de maio de 1918) foi um anarquista e communard italiano. Fundador do Clube Democrático, participante da Primeira e da Segunda Internacional, lutou contra os Turcos pela libertação da Grécia, escreveu algumas obras e artigos para periódicos libertários na França e na Itália. Seus livros foram proibidos em sua terra natal por serem considerados subversivos. Morreu aos 74 anos em Paris.

## Biografia
Cipriani nasceu em Anzio, em uma família de Rimini. Aos 16 anos, lutou com Giuseppe Garibaldi do lado das tropas francesas na Batalha de Solferino na Segunda Guerra de Independência Italiana, mas contra elas em Aspromonte em 1862.
Fundou o "Clube Democrático" e, junto com Emanouil Dadaoglou, organizou um grupo e tomou partido na revolução contra Oto I da Grécia em 1862. Depois de entrar pra Primeira Internacional em 1867, Cipriani participou da defesa da Comuna de Paris em 1871. Foi exilado junto com 7.000 outros em uma colônia penal na Nova Caledônia.
Na anistia de 1880, Cipriani voltou à França, mas foi logo deportado. Preso na Itália em janeiro de 1881 acusado de "conspirações", serviu sete anos dos vinte a que foi condenado, e foi solto mediante uma campanha popular por sua liberação em 1888. Em 1891, participou da delegação para a conferência que estabeleceu o Partido Socialista Anárquico Revolucionário.
Em 1893, no congresso da Segunda Internacional em Zurique, Cipriani resignou seu próprio mandato em solidariedade a Rosa Luxemburgo e aos anarquistas que deste congresso foram excluídos.
Em 1897, foi para a Grécia juntamente com o filho de Garibaldi lutar contra os turcos pela libertação do país., Ao retornar para a Itália foi novamente preso por cerca de três anos no dia 30 de julho de 1898.
Embora tenha sido eleito nove vezes para o cargo de deputado da nova Câmara Italiana, nunca tomou posse, por sua recusa a fazer um juramento de submissão ao Rei.
Escreveu para o Le Plébéien e outros periódicos anarquistas. Suas obras foram proibidas na Itália, acusadas de "literatura subversiva" em 1911.
Cipriani morreu em um hospital de Paris aos 73 anos, em 2 de maio de 1918.
Curiosamente os pais do ditador fascista Benito Mussolini lhe deram o nome do meio de "Amilcare" em homenagem à Cipriani, o anarquista. Durante o período que esteve no poder Benito Mussolini perseguiu implacavelmente os libertários.